# Tour of Chongming Island
Il Tour of Chongming Island (it. Giro dell'isola di Chongming) è una corsa a tappe femminile di ciclismo su strada che si disputa ogni maggio sull'isola di Chongming, in Cina. Dal 2016 fa parte del calendario dello Women's World Tour come gara di classe 2.WWT.

## Albo d'oro
Aggiornato all'edizione 2024
| Anno      | Vincitrice                            | Seconda                               | Terza                                 |
| --------- | ------------------------------------- | ------------------------------------- | ------------------------------------- |
| 2007      | Li Meifang                            | Ellen van Dijk                        | Belinda Goss                          |
| 2008      | Li Meifang                            | Meng Lang                             | Sha Hui                               |
| 2009      | Chloe Hosking                         | Marlen Jöhrend                        | Zhao Na                               |
| 2010      | Ina-Yoko Teutenberg                   | Kirsten Wild                          | Rochelle Gilmore                      |
| 2011      | Ina-Yoko Teutenberg                   | Annemiek van Vleuten                  | Monia Baccaille                       |
| 2012      | Melissa Hoskins                       | Monia Baccaille                       | Liesbet De Vocht                      |
| 2013      | Annette Edmondson                     | Chloe Hosking                         | Lucy Garner                           |
| 2014      | Kirsten Wild                          | Shelley Olds                          | Giorgia Bronzini                      |
| 2015      | Kirsten Wild                          | Roxane Fournier                       | Annalisa Cucinotta                    |
| 2016      | Chloe Hosking                         | Huang Ting Ying                       | Leah Kirchmann                        |
| 2017      | Jolien D'Hoore                        | Kirsten Wild                          | Chloe Hosking                         |
| 2018      | Charlotte Becker                      | Shannon Malseed                       | Anastasija Čursina                    |
| 2019      | Lorena Wiebes                         | Jutatip Maneephan                     | Lotte Kopecky                         |
| 2020-2022 | annullata per la Pandemia di COVID-19 | annullata per la Pandemia di COVID-19 | annullata per la Pandemia di COVID-19 |
| 2023      | Chiara Consonni                       | Mylène de Zoete                       | Daria Pikulik                         |
| 2024      | Marta Lach                            | Mylène de Zoete                       | Scarlett Souren                       |